# エンベリッシュメント
エンベリッシュメント (英語: embellishment) は、もっぱら裁縫や手芸においてデザイン上の理由から作品に付け加えられる飾り。

## 裁縫や手芸における一般的な例
- アップリケは、装飾機能の付いたミシンでも行なえる。
- 刺繍は、機械によって施すものも、手作業によるものもある。
- パイピングは、共布ないし別布 (contrast fabric)、ないしは単純に紐によって付けられる。
- フリンジ・トリムは、飾り切りとして調理にも使われるが、裁縫の場合は布がほつれないように始末縫いが必要。
- レースは、既製品の場合と、手製のタティングレースの場合がある。
- ビーズ
- バティック

## 通常は機能をもつアイテムが、エンベリッシュメント（飾り）として用いられる例
- ボタンは、飾りとして衣服のどこにでも付けられる。
- 線ファスナー（ジッパー）は、開けない状態でパイピングに使われたり、縫い付けられたりする。
- バックルは、飾りとして衣服のどこにでも付けられる。
- グロメット（ハトメ）は、そこを通す紐がなくても、飾りとして衣服のどこにでも付けられる。
- スパンコールは、どこにでも付けられる。

## 手芸以外のエンベリッシュメント
スクラップブックを飾るリボン、ボタン、ステッカーなどの飾りも、エンベリッシュメントと呼ばれ、「エンベリ」と略されることもある。